# Benno Zerbst
Benno (Benon) Zerbst (ur. 15 listopada 1913 w Białymstoku, zm. 21 sierpnia 1953 w Warszawie) – polski dowódca wojskowy, major Wojska Polskiego.

## Dzieciństwo i młodość
Urodził się w rodzinie pochodzenia niemieckiego, ale przyznawał się do narodowości polskiej i obywatelstwa polskiego. Ojciec, Rudolf, był majstrem tkackim. W 1914 rodzinę wywieziono w głąb Rosji, powróciła do Polski po zakończeniu I wojny światowej. Rozpoczął naukę w niemieckiej szkole powszechnej, po 2 latach rodzice przenieśli go do szkoły publicznej. Po jej ukończeniu wstąpił do Korpusu Kadetów nr 3 w Rawiczu, maturę złożył w 1934. Następnie uczył się w Szkole Podchorążych Artylerii w Toruniu, a po jej ukończeniu w 1936 w stopniu podporucznika artylerii objął dowództwo plutonu w 4 pac w Łodzi.

## II wojna światowa
W pierwszych dniach września 1939 doznał ciężkiej kontuzji, ale już w połowie tego miesiąca objął dowództwo artylerii w zgrupowaniu płk. Leona Koca, walczył m.in. w zwycięskiej bitwie pod Janowem Lubelskim. Zatrzymany przez Sowietów w Zamościu, uwolniony, próbował przedostać się do Francji. Ujęty przez Niemców w czasie przekraczania granicy. W styczniu 1940 podjął ponownie próbę przedarcia się do wojsk polskich na Zachodzie, tym razem udaną. Przez Budapeszt dotarł do Francji. Objął stanowisko instruktora Szkoły Podchorążych Artylerii przy 4 DP. W połowie 1940 w Wielkiej Brytanii, służył w Kadrowej Brygadzie Strzelców 1 Korpusu Polskiego. W 1942 podjął naukę w Wyższej Szkole Wojennej, ukończył ją rok później. W 1943 przez Kapsztad i Indie dostał się do 2 Korpusu Polskiego gen. Władysława Andersa w Iraku. Tu pełnił funkcję oficera zwiadowczego w 2 Grupie Artylerii. W początkach 1944 dotarł do Włoch, walczył pod Monte Cassino i pod Ankoną. W sierpniu 1944 roku objął dowództwo dywizjonu w 9. pac, walczył pod Bolonią. W kwietniu 1945 objął stanowisko szefa sztabu artylerii 2 Warszawskiej Dywizji Pancernej.

## Powrót do Polski, aresztowanie, proces, stracenie
We Włoszech ożenił się z Polką i za namową rodziny żony wrócił do Polski. 22 sierpnia 1947 zamieszkał w Krakowie, a następnie w Łodzi. W październiku 1947 powołany do wojska, podjął służbę w Biurze Studiów Oddziału II Sztabu Generalnego Wojska Polskiego. Pozytywnie oceniany przez przełożonych, a mimo to, jak pisano w opinii z 1950: „ze względu na służbę w II Korpusie i przeszłość do pracy w II Oddziale Sztabu Generalnego nie nadaje się”. 3 kwietnia 1950 zwolniony z wojska podjął pracę w ministerstwie przemysłu maszynowego. 1 grudnia 1952 aresztowany. Maltretowany fizycznie i psychicznie, przyznał się do niepopełnionych win i „spisku w wojsku”. 27 kwietnia 1953 ława NSW Sn.7/53 pod przewodnictwem ppłk Juliusza Krupskiego skazała go na podst.7 MKK na karę śmierci. Rada Państwa nie skorzystała z prawa łaski. Stracony 21 sierpnia 1953.

## Odznaczenia
- Krzyż Walecznych – dwukrotnie
- Złoty Krzyż Zasługi z Mieczami
- Krzyż Pamiątkowy Monte Cassino
- I inne

## Upamiętnienie
Zrehabilitowany 28 kwietnia 1956. Dokładne miejsce pochówku nieznane, prawdopodobnie pochowany w Trojanowie obok Aleksandra Rode. Mogiła symboliczna na Cmentarzu Wojskowym na Powązkach w Warszawie w Kwaterze "na Łączce" oraz na cmentarzu Powązkowskim w Warszawie (kwatera 124-1-3).